# ペン・トゥオク
ペン・トゥオク（クメール語: ពេញ ធួក / Penh Thuok, 1934年? - 1978年12月）は、カンボジアの政治家。ポル・ポトの長年の側近で、民主カンプチア政権においては経済担当副首相を務めた。カンプチア共産党中央委員会常務委員。1978年、粛清。
別名、ソク・トゥオク（Sok Thuok）、ヴォン・ヴェト（វ៉ន វេត / Vorn Vet）。

## 経歴
裕福な家庭の出身で、フランスへの留学経験を持つ。1940年代末に始まる抗仏戦争に参加し、1954年5月には国境地域においてサロト・サル（ポル・ポト）に出会い、またトゥー・サムートの下で政治訓練を受けた。同年7月の休戦協定成立後はプノンペンにおいて党活動を開始し、以降ポル・ポトの弟分として、その強い引きで党の重要ポストに昇進する。
50年代後半から60年代前半、私立チャムルンビチア高校で教師を務め、ポル・ポトも同じ職場であった。1963年2月、カンボジア労働党（後のカンプチア共産党、クメール・ルージュ）党大会においてポル・ポトが党書記に選出されると、同時にトゥオクも党中央委員に抜擢され、また同年よりプノンペン党委員会の責任者も務めた。

### 反ロン・ノル闘争期
1970年3月、右派ロン・ノル将軍がクーデターを起こすと、追放されたシハヌーク元首は5月4日、北京において「カンボジア王国民族連合政府」を樹立。トゥオクも国内に留まりながら国家安全及び内務担当次官に任命された。1971年1月、党中央委員会の集会において、プノンペン周辺に新設された「特別地域」書記に任命され、以降同地域の解放闘争を指揮した。
1975年4月17日にクメール・ルージュがプノンペンを制圧すると、その3日後の4月20日朝、ポル・ポトに同行してプノンペン入りした。

### 民主カンプチア政権
1975年8月、王国民族連合政府の交通・産業担当副首相に任命され、経済関係の統括責任者となる。同年9月の時点では、党中央委員会常務委員の地位にあった。同年10月、党常務委員会において事実上の「閣僚」ポストの配分が行われると、トゥオクは産業・鉄道・漁業担当となった。
1976年1月に民主カンプチア憲法が発布された後、4月14日にポル・ポト内閣の経済担当副首相に任命された。その下には農業工業商業などの6委員会の委員長（閣僚級）が配置され、経済関係全体を統括する超閣僚の役割が与えられた。1977年9月から10月には、ポル・ポトを団長とする党・政府代表団の一員として、中国と北朝鮮を訪問している。
1978年11月1日から2日の党大会においては党中央委員会常務委員に再選出され、「経済および計画」を担当し、序列第5位とされた。

### 粛清
しかし党大会の翌朝、タ・モク、コン・ソファルとの会合中に部屋に兵士が乱入し、ソファルとともに逮捕され、S21監獄に連行された。。また、別証言によれば、ヌオン・チアの命令を受けたタ・モクが、その自宅で「個人的に逮捕」し連行した、とされる。罪状はクーデターを計画したこと、だった。
同年12月の供述書によれば、既に自殺したソー・ピム東部地域書記の名を挙げて、2人とも共産党に反対する「カンボジア労働者党」のメンバーとして破壊活動をしたと自白している。また、ケ・ポクのことも「反逆者」として名指ししている。
トゥオクは間もなく処刑され、遺体は埋められた。しかし、ヌオン・チアの命令により遺体は掘り起こされ、処刑の証拠として写真が撮影された。

## 家族
妻はプルム・パル、別名ビン。1978年に逮捕され、処刑。
娘は党高級幹部を務めたペン・ソペアップ。1978年、父親とともに逮捕された。同年、処刑。